# Touloulou Magazine
Pour les articles homonymes, voir Touloulou (homonymie).
Touloulou Magazine est un magazine annuel français d’actualités et d’images. Créé en 1994, il est axé sur le Carnaval de Guyane.

## Historique
Il a été créé en 1994 par Philippe Alcide, dit Clauzel.